# Batalha de Cold Harbor
A Batalha de Cold Harbor foi uma das diversas batalhas travadas no contexto da Guerra de Secessão, ocorrida próximo da cidade Mechanicsville, na Virgínia, entre os dias de 31 de maio até 12 de junho de 1864, tendo como principal dia de conflitos, a data de 3 de junho. Foi uma das batalhas finais da Campanha Overland do tenente-general do Exército da União Ulysses S. Grant e é recordada como uma das batalhas mais desequilibradas da história estadunidense. Milhares de soldados da União, comando por Ulysses Grant, foram mortos ou feridos no ataque frontal de 3 de junho contra as posições fortificadas do exército do general confederado Robert E. Lee, um acontecimento que veio agravar a imagem do aparente desrespeito de Grant por um elevado número de baixas no conflito
No dia 31 de maio, quando o Exército da União contornou por mais uma vez o flanco direito do exército de Lee, a cavalaria da União apoderou-se do cruzamento de Old Cold Harbor, cerca de 16 quilómetros a nordeste da capital confederada de Richmond, na Virgínia, mantendo-o contra os ataques confederados até à chegada da infantaria da União. Tanto Grant como Lee, cujos exércitos tinham sofrido enormes baixas na Campanha Overland, receberam reforços. Na noite de 1 de junho, corpos de exército da União, chegaram e atacaram com algum sucesso as obras confederadas a oeste do cruzamento. 
Em 2 de junho, chegaram as restantes forças de ambos os exércitos e as tropas confederadas construíram uma extensa série de fortificações que se estendiam por aproximadamente sete milhas. Na madrugada do dia 3 de junho, três forças de guerra da União lançaram um ataque às defesas confederadas no extremo sul da linha. A tentativa de tensão militar foi facilmente repelida, resultando em baixas significativas para as forças da União. As tentativas de ataque ao extremo norte da linha e de retomar os ataques ao sul não obtiveram êxito. Os exércitos confrontaram-se nestas linhas até à noite de 12 de junho, altura em que o Exército de Potomac finalmente se retirou.

## Contexto

Mapa do sudeste da Virgínia.

### Contexto militar
A Campanha Overland, foi uma série de batalhas travadas no estado da Virgínia, entre maio e junho de 1864, comandado pelo Exército da União, contra o Exército dos Estados Confederados, que buscava o estancamento dos estados confederados. Para alcançar esse objetivo político e militar, o então Presidente dos Estados Unidos, Abraham Lincoln, foi um dos que por muito tempo advogou essa estratégia de embate contra o Exército Confederado, comandado por Robert E. Lee.

Marchas e operações do Exército da União na Virgínia Central (1864-65).

Para alcançar o objetivo de esgarçar os recursos dos exércitos comandados por Lee, foram escaladas duas campanhas, a Campanha de Atlanta, comandada por William Tecumseh Sherman e a de Overland, comandada por Ulysses S. Grant. O exército de Grant, contou com o auxílio de George Meade e o Exército do Potomac. Embora se esperasse uma batalha rápida e decisiva, Grant estava preparado para travar uma guerra de exaustão. Tanto as baixas da União como as dos Confederados podiam ser elevadas, mas a União dispunha de maiores recursos para substituir os soldados e o equipamento perdidos.
Em 5 de maio, após e o exército de Grant ter atravessado o Rio Rapidan e entrado na zona selvagem de Spotsylvania, foi atacado pelo Exército da Virgínia do Norte de Lee. Apesar da desvantagem numérica do exército de Lee, cerca de 60 000 contra 100 000, os seus homens lutaram e a densa folhagem proporcionava uma vantagem no terreno. Após dois dias de combates e quase 29 000 baixas, os resultados foram inconclusivos e nenhum dos dois exércitos conseguiu obter vantagem, Lee tinha travado Grant, mas não o tinha feito recuar; Grant não tinha destruído o exército de Lee. Sob circunstâncias semelhantes, antigos comandantes da União tinham optado por uma retirada pelo Condado de Rappahannock, mas Grant, ordenou a Meade que contornasse o flanco direito de Lee e se apoderasse do importante cruzamento de Spotsylvania Courthouse, a sudeste, na esperança de que, ao interpor o seu exército de Lee e pudesse atrair os Confederados para outra batalha num campo mais favorável. 
Membro do exército comandado por Lee venceram o exército da União na encruzilhada crítica de Spotsylvania Courthouse e começaram a entrincheirar-se, uma tática que se tornou cada vez mais utilizada para os defensores em menor número. Meade estava insatisfeito com o desempenho da cavalaria da União comandado por Philip Sheridan e o libertou-o das suas tarefas de reconhecimento e controle visando um ataque a cavalaria dos confederados, comandados por J. E. B. Stuart. Os homens comandados por Sheridan feriram mortalmente Stuart na taticamente inconclusiva Batalha de Yellow Tavern (11 de maio) e depois continuaram a sua incursão em direção a Richmond.
Próximo de Spotsylvania Court House, os combates ocorreram entre 8 a 21 de maio, enquanto Grant tentava vários esquemas para romper a linha confederada. No dia 8 de maio, os generais da União, Gouverneur K. Warren e John Sedgwick tentaram, sem sucesso, desalojar os Confederados sob o comando do general Richard Heron Anderson de Laurel Hill, uma posição que os estava a bloquear a partir de Spotsylvania Court House.
Grant usou a técnica de assalto de Upton em uma escala muito maior em 12 de maio, quando ordenou que os 15 000 soldados do corpo do Maj. Gen. Winfield Hancock atacassem o Mule Shoe. Hancock foi inicialmente bem-sucedido, mas a liderança confederada se reagrupou e repeliu sua incursão. Ataques do Maj. Gen. Horatio G. Wright na borda oeste do Mule Shoe, que ficou conhecida como Bloody Angle ( ngulo Sangrento), envolveram quase 24 horas de combates corpo a corpo desesperados, alguns dos mais intensos da Guerra Civil. Os ataques de apoio por Warren e pelo Maj. Gen. Ambrose Burnside foram malsucedidos. Ao final, a batalha foi taticamente inconclusiva, porém, com quase 32 000 baixas soldados dos dois exércitos, foi a batalha mais custosa da campanha. Grant planejou acabar com o impasse mais uma vez contornando o flanco direito de Lee para o sudeste, em direção a Richmond.
O objetivo do exército comandado por Grant após Spotsylvania era o Rio North Anna, cerca de 40 quilômetros ao sul. Foi enviado o corpo de Hancock à frente de seu exército, esperando que Lee o atacasse, atraindo-o para campo aberto. Lee não mordeu a isca e chegou antes de Grant ao North Anna. Em 23 de maio, o V Corpo de Warren cruzou o rio em Jericho Mills, repelindo um ataque do corpo de A.P. Hill, enquanto o II Corpo de Hancock capturava a ponte na Telegraph Road. Lee então elaborou um plano, que representava uma ameaça significativa para Grant: uma linha de 8 quilômetros que formava um "V" invertido com seu ápice no rio em Ox Ford, a única travessia defensável na área. Ao mover-se para o sul do rio, Lee esperava que Grant presumisse que ele estava recuando, deixando apenas uma força simbólica para impedir uma travessia em Ox Ford.
O Exército da União atacou a ponta do ápice em Ox Ford e a ala direita do "V". Porém, Lee, incapacitado em sua tenda por complicações estomacais, não pôde efetuar o ataque que esperava realizar. Grant percebeu a situação em que se encontrava e ordenou que seus homens parassem de avançar e construíssem suas próprias fortificações. O general da União permaneceu otimista e estava convencido de que Lee havia demonstrado a fraqueza de seu exército. Ele escreveu ao chefe do Estado-Maior do Exército, Maj. Gen. Henry Halleck: "O exército de Lee está realmente derrotado. [...] Posso estar enganado, mas sinto que nosso sucesso sobre o exército de Lee já está garantido".
Como fez após Wilderness e Spotsylvania, Grant planejou outro amplo movimento de flanco ao redor de Lee, marchando a leste do Rio Pamunkey para proteger seus movimentos dos confederados. Seu exército se desengajou em 27 de maio e cruzou o rio. Lee moveu seu exército rapidamente em resposta, dirigindo-se para a Estação Atlee na Virginia Central Railroad, um ponto a apenas 14 quilômetros ao norte de Richmond. No local, seus soldados estariam bem posicionados atrás de um riacho conhecido como Totopotomoy Creek para defender contra Grant se ele se movesse contra as ferrovias ou Richmond. Lee não tinha certeza dos planos específicos de Grant, no entanto; se Grant não pretendesse cruzar o Pamunkey em força em Hanovertown, o exército da União poderia flanqueá-lo e seguir diretamente para Richmond. Lee ordenou que a cavalaria sob o comando do Maj. Gen. Wade Hampton fizesse um reconhecimento em força, rompesse a tela da cavalaria da União e encontrasse a infantaria da União.
No dia 28 de maio, os cavaleiros de Hampton encontraram a cavalaria da União sob o comando do Brig. Gen. David McMurtrie Gregg na Batalha de Haw's Shop. Lutando predominantemente desmontados e utilizando fortificações para proteção, nenhum dos lados conseguiu vantagem. A batalha foi inconclusiva, mas foi um dos combates de cavalaria mais sangrentos da guerra. Hampton segurou a cavalaria da União por sete horas, impediu-a de alcançar seus objetivos de reconhecimento e forneceu informações valiosas a Lee sobre a disposição do exército de Grant.
Depois que a infantaria de Grant cruzou para a margem sul do Pamunkey, Lee viu uma oportunidade em 30 de maio para atacar o V Corpo avançado de Warren com seu Segundo Corpo, agora comandado pelo Lt. Gen. Jubal Early. As divisões de Early, sob o comando dos Maj. Gens. Robert E. Rodes e Stephen Dodson Ramseur, empurraram as tropas da União de volta na Batalha de Bethesda Church, mas o avanço de Ramseur foi interrompido por uma feroz resistência de infantaria e fogo de artilharia. No mesmo dia, um pequeno combate de cavalaria em Matadequin Creek (a Batalha de Old Church) empurrou uma brigada de cavalaria confederada em menor número para o entroncamento de Old Cold Harbor, confirmando para Lee que Grant pretendia se mover em direção a esse vital entroncamento além do flanco direito de Lee, tentando evitar outro impasse na linha de Totopotomoy Creek.
Lee recebeu um aviso de que reforços estavam a caminho de Grant, vindos de Bermuda Hundred. Os 16 000 homens do XVIII Corpo do Maj. Gen. William F. "Baldy" Smith foram retirados do Exército do James do Maj. Gen. Benjamin Butler a pedido de Grant, justo quando Butler estava planejando um grande esforço para capturar Petersburg. O corpo logo estava se movendo pelo Rio James e subindo até o Rio York até o Rio Pamunkey. Se Smith se movesse diretamente para oeste de White House Landing para Old Cold Harbor, 4,8 quilômetros a sudeste de Bethesda Church no flanco esquerdo de Grant, a linha federal estendida estaria muito ao sul para ser contida pelo flanco direito confederado. Os homens de Smith chegaram a White House entre 30 e 31 de maio, mas pela segunda vez foram ordenados a subir mais o Pamunkey até New Castle, e não para o oeste. Uma brigada foi deixada para trás na guarda, mas em vez de a maior parte do corpo se juntar ao exército de Grant no início de 1º de junho, ele apenas se juntou ao corpo de Wright para ações ofensivas por volta das 15h, após uma marcha desnecessariamente longa e bastante exaustiva. Muito cedo em 1º de junho, pela terceira vez, ordens foram emitidas para que Smith movesse seu comando para New Castle. Obviamente um erro, foi cometido pelo General Grant ou pelo membro de sua equipe a quem ele deu a ordem para transmissão.
Na sequência, Lee também recebeu reforços. O presidente confederado Jefferson Davis ordenou ao Gen. P.G.T. Beauregard que enviasse a divisão do Maj. Gen. Robert F. Hoke, mais de 7 000 soldados, de baixo do Rio James. (As primeiras tropas da divisão de Hoke chegaram a Old Cold Harbor em 31 de maio, mas não conseguiram impedir a cavalaria da União de tomar o entroncamento.) Com essas tropas adicionais e conseguindo substituir muitos de seus 20 000 baixas até aquele ponto na campanha, o Exército da Virgínia do Norte de Lee tinha 59 000 homens para enfrentar os 108 000 de Meade e Grant. Mas a disparidade nos números não era mais o que havia sido — os reforços de Grant eram muitas vezes recrutas inexperientes e tropas de artilharia pesada, retiradas das defesas de Washington, D.C., que eram relativamente inexperientes em táticas de infantaria, enquanto a maioria dos de Lee eram veteranos movidos de frentes inativas, e que logo estavam entrincheirados em impressionantes fortificações.

## Forças militares

### Exercito da União
As forças da União sob o comando de Grant totalizavam cerca de 108 000 homens. Faziam parte do corpo armado da União, o Exército de Potomac, sob o comando do Major-General George Meade, e no XVIII Corpo, em missão temporária do Exército do James. Os seis corpos eram compostos por:
- II Corpo), sob o comando do Major-General Winfield Scott Hancock, incluindo as divisões do Major-General David B. Birney e dos Brigadeiros Gen. Francis C. Barlow e John Gibbon.
- V Corpo de Exército, sob o comando do Major-General Gouverneur K. Warren, incluindo as divisões dos Brigadeiros Gen. Charles Griffin, Henry H. Lockwood e Lysander Cutler. Em 6 de junho, o corpo foi reorganizado nas divisões de Griffin, Cutler e dos Brigadeiros Gens. Romeyn B. Ayres e Samuel W. Crawford.
- VI Corpo de Exército, sob o comando do Brigadeiro-General Horatio Wright, incluindo as divisões dos Brigadeiros Gen. David A. Russell, Thomas H. Neill e James B. Ricketts.
- IX Corpo do Exército, sob o comando do Major-General Ambrose Burnside, incluindo as divisões do Major-General Thomas Leonidas Crittenden e dos Brigadeiros Gens. Robert B. Potter, Orlando B. Willcox e Edward Ferrero. Em 9 de junho, Crittenden foi substituído pelo Brigadeiro-General James H. Ledlie.
- Corpo de Cavalaria, sob o comando do Major-General Philip Sheridan, incluindo as divisões dos Brigadeiros Gen. Alfred T.A. Torbert, David McMurtrie Gregg e James H. Wilson.
- XVIII Corpo do Exército, sob o comando do Major-General William F. "Baldy" Smith, incluindo as divisões dos Brigadeiros Gens. William T. H. Brooks, John H. Martindale e Charles Devens. Em 4 de junho, Devens adoeceu e foi substituído pelo Brigadeiro-General Adelbert Ames.

### Exército Confederado
O Exército Confederado da Virgínia do Norte de Lee era composto por cerca de 59.000 homens e estava organizado em quatro corpos e duas divisões independentes:
- Primeiro Corpo, sob o comando do tenente-general Richard Heron Anderson, incluindo as divisões dos Maj. Charles W. Field e George Pickett, além do Brigadeiro-General Joseph B. Kershaw.
- Segundo Corpo, sob o comando do Tenente-General Jubal Early, incluindo as divisões dos Maj. Stephen D. Ramseur, John B. Gordon e Robert E. Rodes.
- Terceiro Corpo, sob o comando do tenente-general A.P. Hill, incluindo as divisões dos majores-generais Henry Heth e Cadmus M. Wilcox e do brigadeiro-general William Mahone.
- Corpo de Cavalaria, sem comandante na sequência do ferimento mortal do Major-General J. E. B. Stuart a 11 de maio, incluindo as divisões dos Majores-Gen. Wade Hampton, Fitzhugh Lee e W.H.F. "Rooney" Lee. (Hampton tornou-se o comandante do Corpo de Cavalaria em 11 de agosto de 1864).
- Divisão de Breckinridge, comandada pelo Major-General John C. Breckinridge.
- Divisão de Hoke, comandada pelo Major-General Robert F. Hoke.

## Localização

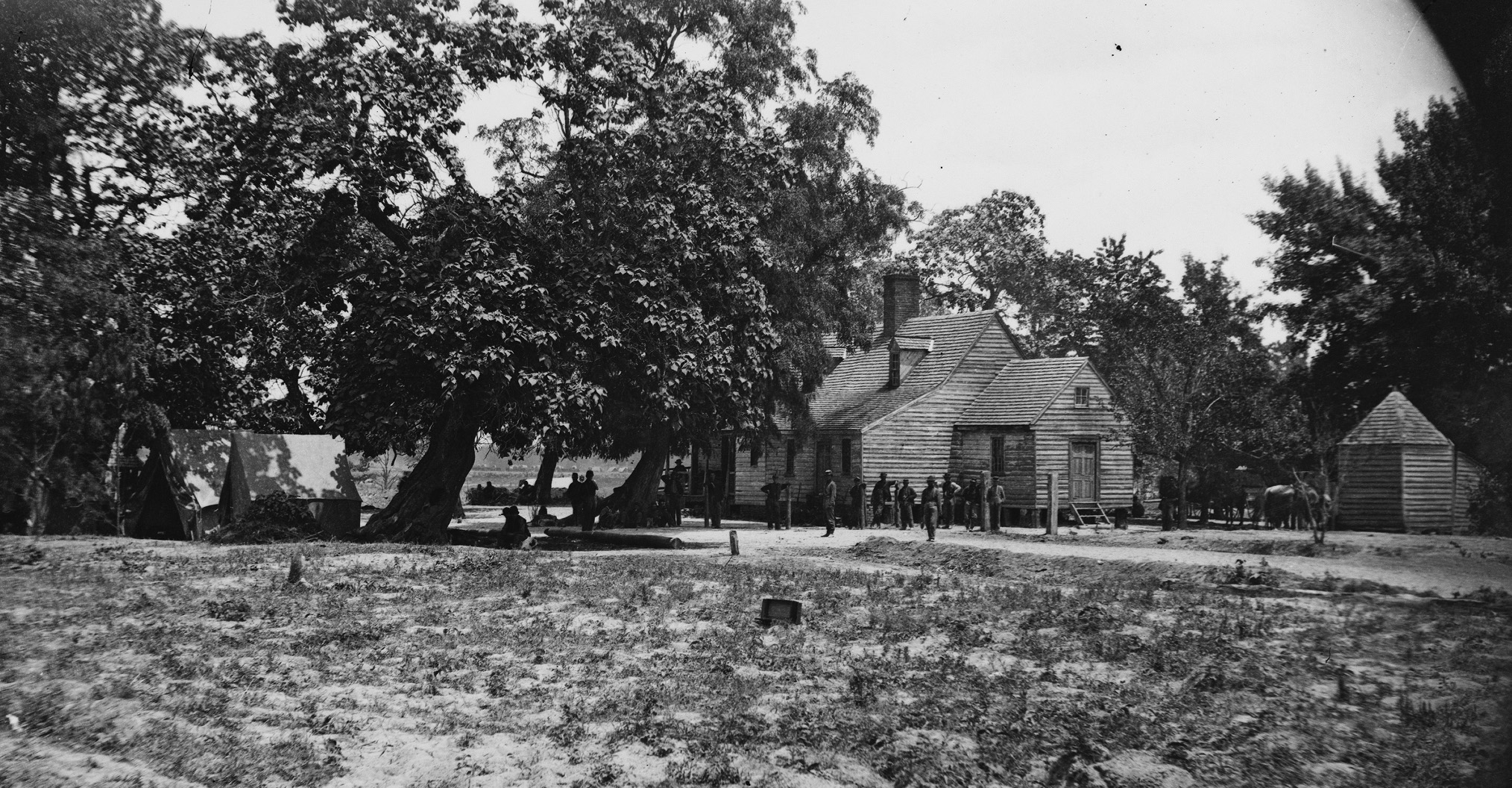
A Pousada Burnett em Old Cold Harbor (por Timothy H. O'Sullivan, 4 de junho de 1864)

A batalha foi travada na região central do estado da Virgínia, na área que compreende atualmente a cidade de Mechanicsville, no mesmo terreno da Batalha de Gaines's Mill, durante as batalhas dos Sete Dias de 1862.
Alguns historiadores que estudam a Guerra da Sucessão, referem-se à batalha de 1862 como a Primeira Batalha de Cold Harbor e à batalha de 1864 como a Segunda Batalha de Cold Harbor. Os soldados da União ficaram perturbados ao encontrarem restos de esqueletos da primeira batalha enquanto se entrincheiravam, para enfretamento do exército confederado. 

## Batalha

### 31 de maio
As forças de cavalaria que tinham combatido em Old Church continuaram a enfrentar-se em 31 de maio. Lee enviou uma divisão de cavalaria sob o comando do Major-General Fitzhugh Lee para reforçar o Brigadeiro-General Matthew Butler e assegurar o cruzamento em Old Cold Harbor, região histórica da Virginia.
Enquanto o general de brigada do Exército da União, Alfred T. A. Torbert, aumentava a pressão sobre o Exército dos Confederados, Robert E. Lee ordenou que o Primeiro Corpo, comando por Richard Heron Anderson se deslocasse para a direita de Totopotomoy Creek, outro local que tornou-se histórico para Virgínia, pelas batalhas no contexto da Guerra da Sucessão, para apoiar a cavalaria.
Na parte da tarde, por volta das16 horas, a principal brigada da divisão de Hoke alcançou a encruzilhada para se juntar a Butler e Fitzhugh Lee. Torbert e elementos da divisão de cavalaria do General Brig. David McM. Gregg expulsaram os Confederados da encruzilhada de Old Cold Harbor e começaram a cavar trincheiras. Com a chegada de mais homens de Hoke e Anderson, o comandante da cavalaria da União, Major General Philip Sheridan, ficou preocupado e ordenou a Torbert que recuasse em direção a Old Church.
O General Grant manteve seu interesse em Old Cold Harbor e ordenou que o VI Corpo, de comando por Horatio Wright, se movimentasse naquela direção a partir de seu flanco direito em Totopotomoy Creek. Grant ainda ordenou ao comandante Sheridan que retornasse à encruzilhada e a assegurasse "a todo custo".

### 1 de junho
O plano de Robert E. Lee para a batalha no dia 1° de junho era utilizar a sua infantaria contra as pequenas forças de cavalaria em Old Cold Harbor. Porém, seus subordinados não se coordenaram corretamente. Anderson não integrou a divisão de Hoke no seu plano de ataque e deixou-o com a ideia de que não deveria atacar até que o ataque do Primeiro Corpo estivesse bem encaminhado, porque os defensores da União também estavam desorganizados. O VI Corpo de Wright só se tinha deslocado depois da meia-noite e estava numa marcha de 24 quilômetros. O XVIII Corpo de Smith, tendo sido enviado por engano para o local errado a vários quilómetros de distância, não chegou a Old Cold Harbor a tempo de ajudar Torbert.
Anderson liderou o seu ataque com a brigada anteriormente comandada pelo veterano Brigadeiro-General Joseph B. Kershaw, que estava agora sob o comando de um militar menos experiente da Carolina do Sul, o Coronel Laurence M. Keitt. Os homens comandados por Keitt aproximaram-se da cavalaria entrincheirada do Brigadeiro-General Wesley Merritt. Armados com carabinas de repetição Spencer de sete tiros, os homens de Merritt dispararam com força, ferindo mortalmente Keitt e destruindo a coesão da sua brigada. Hoke obedeceu ao que entendeu serem as suas ordens e não se juntou ao ataque, que foi rapidamente rechaçado por Anderson.
Por volta das 9 horas da manhã, os principais soldados de Wright chegaram ao cruzamento e começaram a alargar e a melhorar os entrincheiramentos iniciados pelos cavaleiros. Embora Grant pretendesse que Wright atacasse imediatamente, os seus soldados já estavam exaustos da sua longa marcha e não tinham a certeza da força do inimigo. Wright decidiu esperar até à chegada de Smith, o que aconteceu durante a tarde, e os homens do Corpo XVIII começaram a entrincheirar-se à direita do Corpo VI. Os cavaleiros da União retiraram-se para leste.
Para o iminente ataque, Meade estava inquieto porque os contingentes de Wright e Smith não eram suficientes. Ele tentou persuadir Warren a enviar reforços, escrevendo ao comandante do V Corpo de Exército: "Os generais Wright e Smith irão atacar esta noite. É muito importante que se juntem a eles, a menos que, na sua opinião, seja impraticável". Warren optou por despachar a divisão do Brigadeiro-General Henry H. Lockwood, que iniciou a marcha às 18 horas. No entanto, o reconhecimento adequado da rede de estradas não foi feito, o que impediu Lockwood de chegar a tempo de influenciar o combate iminente. Meade também expressou preocupação com o seu flanco esquerdo, que não estava protegido pelo Chickahominy e poderia ser atacado pela cavalaria de Fitzhugh Lee. Ele ordenou a Phil Sheridan que enviasse patrulhas de reconhecimento para a área, mas Sheridan objetou, afirmando que seria impossível mover suas tropas antes do anoitecer.
Com a chegada da noite, por volta das 18h30, o ataque que Grant tinha ordenado para o período da manhã finalmente começou. Tanto o corpo de Wright como o de Smith avançaram. Os homens de Wright fizeram poucos progressos a sul da estrada de Mechanicsville, que ligava New e Old Cold Harbor, recuando perante fogo pesado. A norte da estrada, a brigada do Brigadeiro-General Emory Upton, da divisão do Brigadeiro-General David A. Russell, também encontrou fogo pesado da brigada do Brigadeiro-General Thomas L. Clingman, "um lençol de chamas, repentino como um relâmpago, vermelho como sangue, e tão próximo que parecia chamuscar os rostos dos homens". Apesar de Upton ter tentado fazer avançar os seus homens, a sua brigada recuou até ao ponto de partida.
À direita de Upton, a brigada do Coronel William S. Truex encontrou uma lacuna na linha confederada, situada entre as brigadas de Clingman e do Brigadeiro-General William T. Wofford, através de uma ravina pantanosa e densamente arborizada. Quando os homens de Truex avançaram através dessa abertura, Clingman reposicionou dois regimentos para enfrentá-los, enquanto Anderson deslocou a brigada do Brigadeiro-General Eppa Hunton da reserva do seu corpo de exército para apoiar a defesa. Truex acabou cercado por três lados e foi obrigado a recuar, embora seus homens tenham conseguido capturar centenas de prisioneiros georgianos durante a retirada.
Enquanto a ação prosseguia no extremo sul do campo de batalha, os três corpos de Hancock, Burnside e Warren ocupavam uma linha de 8 quilómetros que se estendia para sudeste até à Igreja de Bethesda, enfrentando os Confederados sob o comando de A.P. Hill, Breckinridge e Early. Na fronteira entre o IX e o V Corpo, a divisão do Major-General Thomas L. Crittenden, recentemente transferido do Oeste na sequência do seu fraco desempenho na Batalha de Chickamauga, ocupava uma posição de pernas de cão com um ângulo paralelo à Estrada de Shady Grove, separada do V Corpo por um pântano conhecido como Pântano da Magnólia. Duas divisões do Corpo de Early – o Major-General Robert E. Rodes, à esquerda, e o Major-General John B. Gordon, à direita – utilizaram esta área como via de aproximação para um ataque que começou às 19 horas. Warren descreveu mais tarde este ataque como um "apalpão" e, apesar de alguns sucessos iniciais, ajudados pela má gestão de batalha de Crittenden, ambas as sondas confederadas foram repelidas.
Nessa mesma altura, a divisão de Warren, sob o comando de Lockwood, tinha-se perdido em estradas agrícolas desconhecidas. Apesar de ter enviado Lockwood explicitamente, o comandante do V Corpo de Exército escreveu a Meade: "De uma forma inexplicável, [Lockwood] levou toda a sua divisão, sem que eu o soubesse, para longe da esquerda da linha de batalha, e virou a escuridão 2 milhas na minha retaguarda, e ainda não o recuperei. Durante todo este tempo o tiroteio devia tê-lo guiado, pelo menos. Demasiado incompetente e o seu posto demasiado elevado não nos deixa nenhum lugar subordinado para ele. Peço-lhe encarecidamente que seja imediatamente dispensado das suas funções neste exército". Meade exonerou Lockwood e substituiu-o pelo Brigadeiro-General Samuel W. Crawford.
Ao anoitecer, os combates tinham-se esvaído em ambas as extremidades da linha. O ataque do Exército da União custara 2.200 baixas, contra cerca de 1.800 dos Confederados, mas tinham sido feitos alguns progressos. Quase romperam a linha confederada, que estava agora imobilizada, com os entrincheiramentos da União a serem escavados a poucos metros de distância. Vários generais, incluindo Upton e Meade, ficaram furiosos com Grant por ter ordenado um assalto sem um reconhecimento adequado.

### 2 de junho

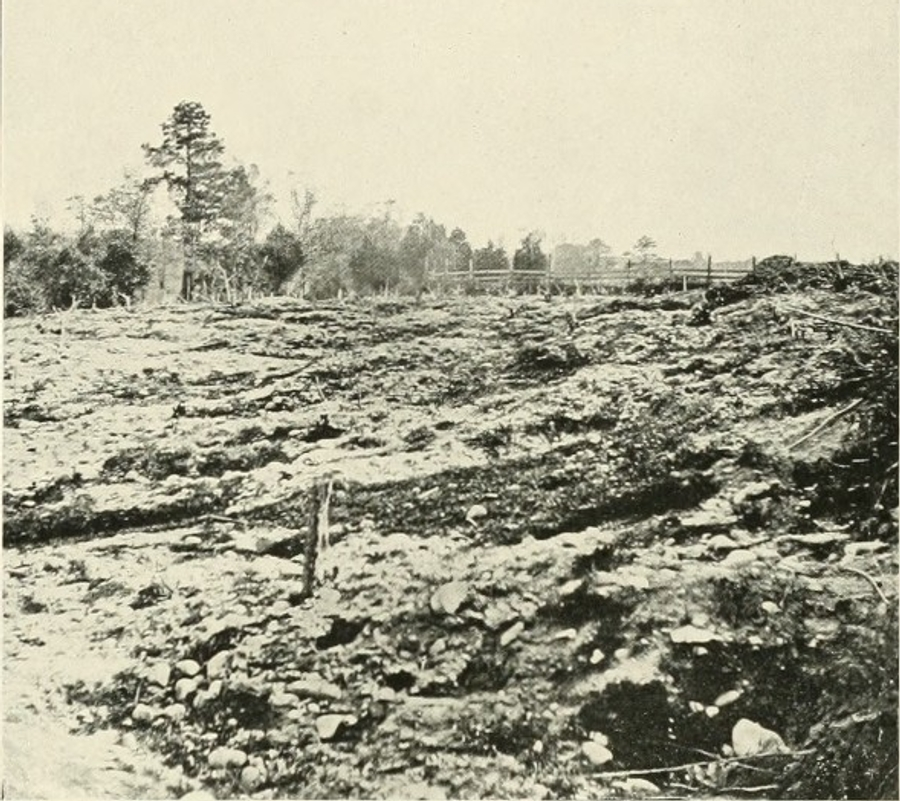
Trincheiras fotografadas após a batalha.

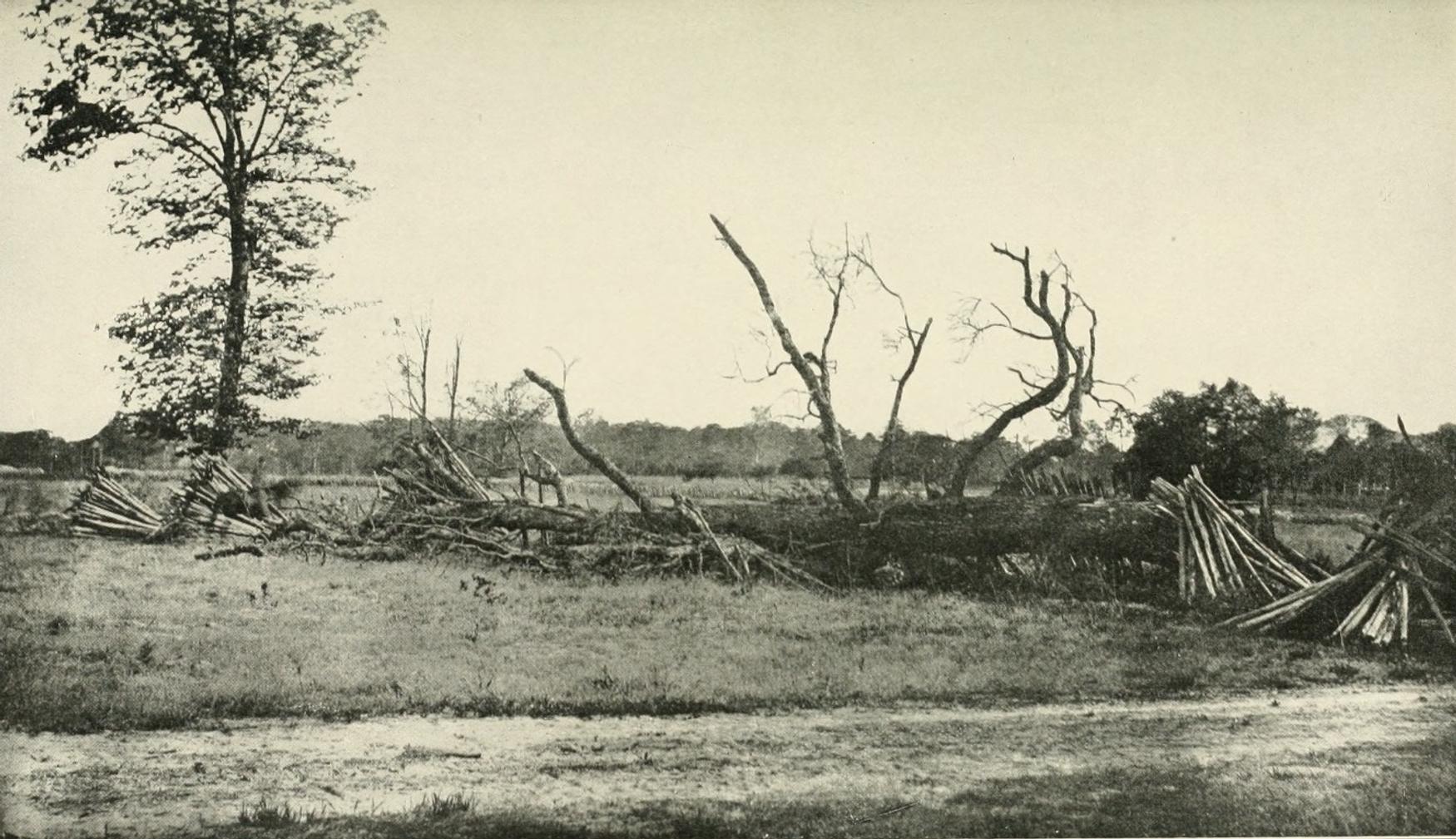
Trincheiras improvisadas confederadas no extremo esquerdo da sua linha.

Embora os ataques de 1º de junho não tivessem surtido o efeito esperado pela União, Meade acreditava que um ataque pela manhã em 2 de junho poderia ter sucesso se ele conseguisse concentrar forças suficientes contra um local adequado. Juntamente com Grant decidiram atacar o flanco direito de Lee. Os soldados de Anderson haviam estado intensamente engajados ali em 1º de junho, e parecia improvável que tivessem tido tempo para construir defesas substanciais. E se o ataque fosse bem-sucedido, o flanco direito de Lee seria empurrado de volta para o Rio Chickahominy. Meade ordenou que o II Corpo de Hancock se deslocasse para sudeste a partir de Totopotomoy Creek e assumisse uma posição à esquerda do VI Corpo de Wright. Uma vez que Hancock estivesse posicionado, Meade atacaria à sua esquerda a partir de Old Cold Harbor com três corpos da União alinhados, totalizando 35 000 homens: o II Corpo de Hancock, o VI Corpo de Wright e o XVIII Corpo de Baldy Smith. Meade também ordenou a Warren e Burnside que atacassem o flanco esquerdo de Lee pela manhã "a todo custo", convencido de que Lee estava movendo tropas de seu flanco esquerdo para fortificar seu flanco direito.
Os soldados de Hancock marcharam quase toda a noite e chegaram exaustos para um ataque imediato naquela manhã. Grant concordou em deixar os homens descansar e adiou o ataque até as 17 horas, e depois novamente até as 4h30 de 3 de junho. Porém, Grant e Meade não deram ordens específicas para o ataque, deixando aos comandantes de corpo decidirem onde atacariam as linhas confederadas e como coordenariam entre si. Nenhum comandante sênior havia reconhecido a posição inimiga. Baldy Smith escreveu que ficou "chocado com a recepção de tal ordem, que provou conclusivamente a ausência total de qualquer plano militar". Ele disse à sua equipe que todo o ataque era "simplesmente uma ordem para massacrar minhas melhores tropas".
Robert E. Lee aproveitou os atrasos do Exército da União para reforçar suas defesas. Quando Hancock deixou Totopotomoy Creek, Lee ficou livre para mover a divisão de Breckenridge para o seu flanco direito, onde enfrentaria Hancock mais uma vez. Breckinridge expulsou uma pequena força da União de Turkey Hill, que dominava a parte sul do campo de batalha. Lee também moveu tropas do Terceiro Corpo de A.P. Hill, as divisões dos Generais de Brigada William Mahone e Cadmus M. Wilcox, para apoiar Breckinridge, e estacionou a cavalaria sob o comando de Fitzhugh Lee para proteger o flanco direito do exército. O resultado foi uma linha curva em cristas baixas, com 11 quilômetros de extensão, com o flanco esquerdo ancorado no Totopotomoy Creek e o direito no Rio Chickahominy, tornando impossíveis quaisquer movimentos de ataque.
Os engenheiros de Lee usaram seu tempo efetivamente e construíram "a configuração defensiva mais engenhosa que a guerra havia testemunhado até então". Barricadas de terra e toras foram erguidas. Artilharia foi posicionada com campos de tiro convergentes em todas as vias de acesso, e estacas foram cravadas no solo para auxiliar na estimativa do alcance dos artilheiros. Um correspondente de jornal escreveu que as obras eram "linhas intrincadas e ziguezagueantes dentro de linhas, linhas protegendo flancos de linhas, linhas construídas para enfileirar uma linha oponente... [Era] um labirinto de obras dentro de obras". Linhas pesadas de escaramuça suprimiram qualquer capacidade da União de determinar a força ou as posições exatas das trincheiras confederadas.
Embora não soubessem os detalhes de seus objetivos, os soldados do Exército da União que haviam sobrevivido aos ataques frontais em Spotsylvania Court House pareciam não ter dúvidas quanto ao que enfrentariam na manhã seguinte. O ajudante de campo de Grant, Tenente-Coronel Horace Porter, escreveu em suas memórias que viu muitos homens escrevendo seus nomes em papéis que prendiam dentro de seus uniformes, para que seus corpos pudessem ser identificados. (A precisão desta história é contestada, pois Porter é a única fonte.) Um diário ensanguentado de um soldado da União encontrado após a batalha incluía uma última entrada: "3 de junho. Cold Harbor. Fui morto".

### 3 de junho

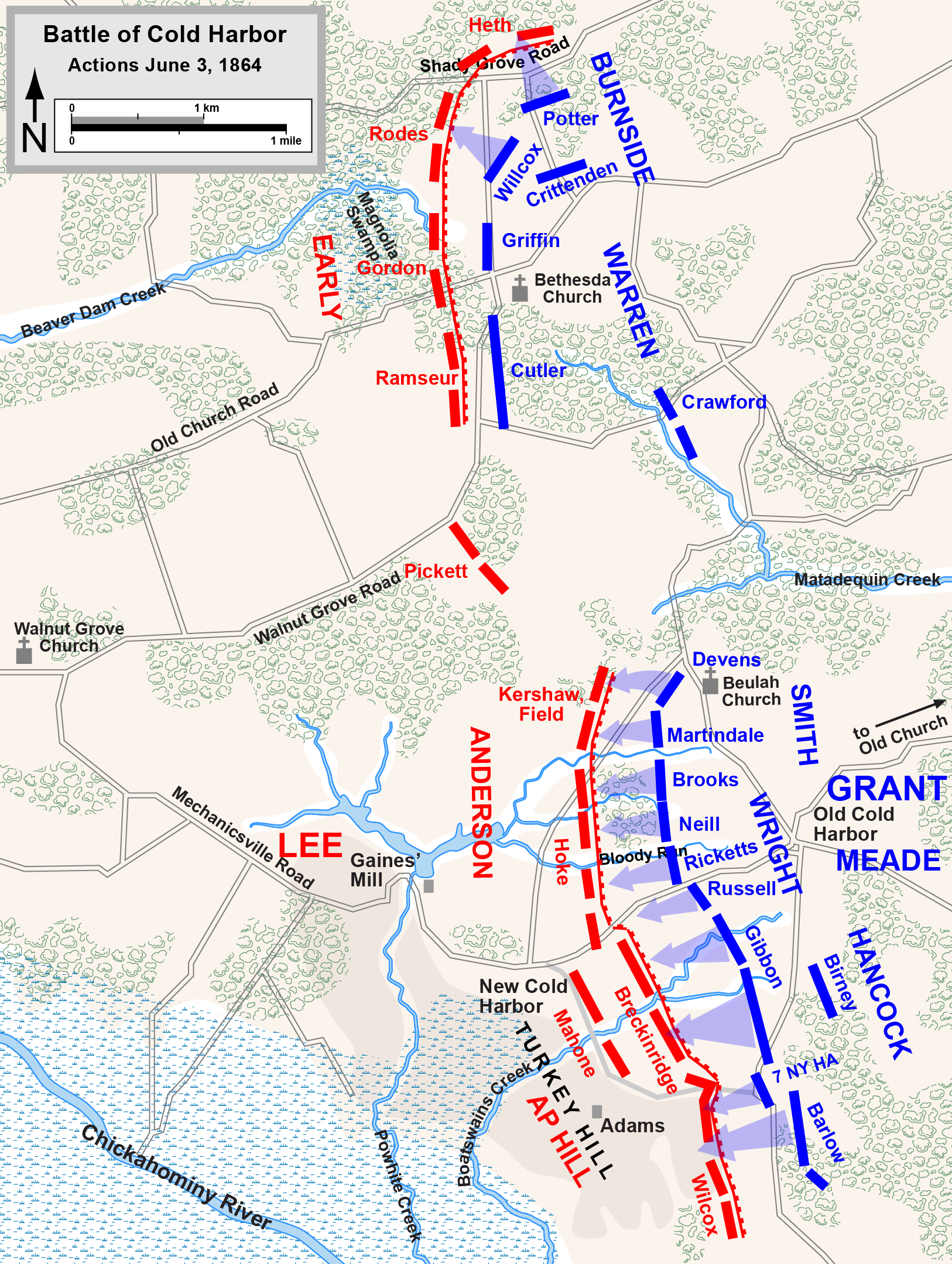
Cold Harbor - 3 de junho.

Por volta das 4h30 da manhã de 3 de junho, os três corpos da União começaram a avançar através de um espesso nevoeiro terrestre. O fogo maciço das linhas confederadas causou rapidamente pesadas baixas e os sobreviventes ficaram encurralados. Embora os resultados variassem em diferentes partes da linha, a repulsa geral do avanço do Exército da União resultou nas baixas mais desequilibradas desde a tomada de Marye's Heights na Batalha de Fredericksburg em 1862.
O desempenho mais eficaz do dia foi no flanco esquerdo do Exército da União, onde o corpo de Hancock foi capaz de romper uma parte da linha da frente de Breckinridge e expulsar os defensores dos seus entrincheiramentos em combates corpo a corpo. Foram capturados várias centenas de prisioneiros e quatro canhões. No entanto, a artilharia confederada que se encontrava nas proximidades foi utilizada para atacar os entrincheiramentos, transformando-os numa armadilha mortal para os federais. As reservas de Breckinridge contra-atacaram estes homens da divisão do Brigadeiro-General Francis C. Barlow e expulsaram-nos. A outra divisão avançada de Hancock, sob o comando do Brigadeiro-General John Gibbon, ficou desordenada em terreno pantanoso e não conseguiu avançar através do pesado fogo confederado, com dois comandantes de brigada (coronéis Peter A. Porter e H. Boyd McKeen) perdidos como baixas. Um dos homens de Gibbon, queixando-se da falta de reconhecimento, escreveu: "Sentimos que era assassínio, não guerra, ou, na melhor das hipóteses, que tinha sido cometido um erro muito grave."
No centro, o corpo de Wright foi mantido sob fogo intenso e fez pouco esforço para avançar mais, ainda se recuperando de sua carga custosa em 1º de junho. O normalmente agressivo Emory Upton considerou que o avanço adicional de sua divisão era "impraticável". Os defensores confederados nesta parte da linha não tinham consciência de que um sério assalto havia sido feito contra sua posição.

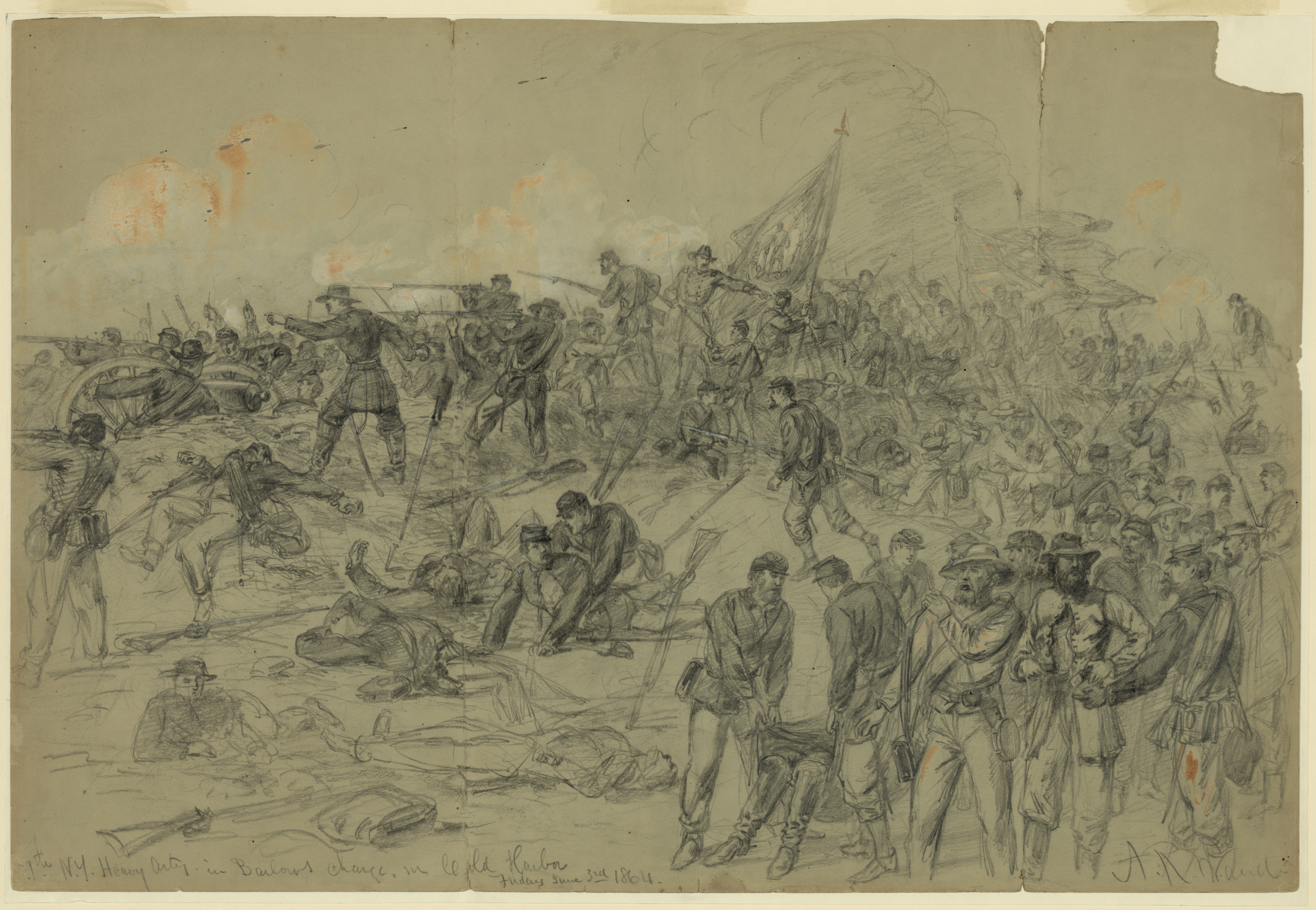
7º Regimento de Artilharia Pesada de Nova York (atuando como infantaria), preparando-se para sair das trincheiras e avançar contra a linha confederada, desenhado por Alfred Waud.

À direita do Exército da União, os homens de Smith avançaram por terreno desfavorável e foram canalizados para duas ravinas. Quando emergiram diante da linha confederada, foram ceifados pelo fogo de rifles e artilharia. Um oficial do Exército escreveu: "Os homens se curvavam enquanto avançavam, como se estivessem tentando, como estavam, enfrentar uma tempestade, e as fileiras de homens caíam como fileiras de blocos ou tijolos derrubados uns contra os outros." Um confederado descreveu o carnificina do fogo de canhão como "trabalho mortal e sangrento." O fogo de artilharia contra o corpo de Smith foi mais pesado do que o esperado, porque o V Corpo de Warren à sua direita estava relutante em avançar, e os artilheiros confederados no setor de Warren concentraram-se nos homens de Smith em vez disso.
A única atividade na extremidade norte do campo foi pelo IX Corpo de Burnside, enfrentando Jubal Early. Lançou um poderoso ataque às 6 horas da manhã que suplantou os atiradores confederados, mas erroneamente pensou que tinha perfurado a primeira linha de obras terrestres e parou seu corpo para se reagrupar antes de avançar, o que planejou para aquela tarde.

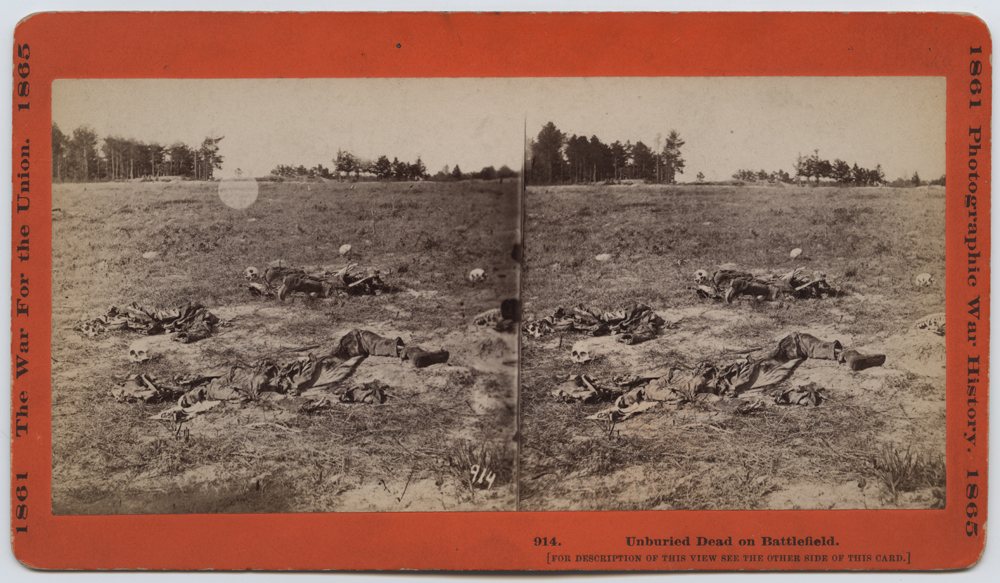
"Unburied Dead on Battlefield" por John Reekie; emitido como Stero #914 sendo tirado no campo de batalha de 1862 de Gaines Mills, também conhecido como Primeira Cold Harbor, em abril de 1865; tirado perto da Adams Farm, onde a artilharia do 7º Regimento de Nova York estava estacionada em junho de 1864, conforme discutido em Civil War Talk.

Às 7 horas da manhã, Grant aconselhou Meade a explorar vigorosamente qualquer parte bem-sucedida do assalto. Meade ordenou que seus três comandantes de corpo à esquerda atacassem imediatamente, sem considerar os movimentos dos corpos vizinhos. Mas todos já tinham tido o suficiente. Hancock aconselhou contra o movimento. Smith, chamando a repetição do ataque de "desperdício flagrante de vidas", recusou-se a avançar novamente. Os homens de Wright aumentaram o fogo de rifles, mas permaneceram no lugar. Por volta das 12h30, Grant concedeu que seu exército estava acabado. Ele escreveu para Meade: "A opinião dos comandantes de corpo não sendo otimista quanto ao sucesso em caso de um assalto ser ordenado, você pode direcionar a suspensão de avanços adicionais por enquanto." Soldados da União ainda encurralados diante das linhas confederadas começaram a cavar trincheiras, usando copos e baionetas para cavar, às vezes incluindo corpos de camaradas mortos como parte de suas obras terrestres improvisadas.

Meade inexplicavelmente se vangloriou para sua esposa no dia seguinte que estava no comando do assalto. Mas seu desempenho foi pobre. Apesar das ordens de Grant para que os comandantes de corpo examinassem o terreno, seu reconhecimento foi relaxado e Meade falhou em supervisioná-los adequadamente, antes ou durante o ataque. Ele conseguiu motivar apenas cerca de 20 000 de seus homens para o ataque — o II Corpo e partes dos Corpos XVIII e IX — falhando em alcançar a massa que sabia ser necessária para o sucesso. Seus homens pagaram um preço elevado pelo assalto mal coordenado. Estima-se que as baixas naquela manhã variem de 3 000 a 7 000 no lado da União, não mais do que 1 500 no lado confederado. Grant comentou após a guerra:
"Sempre lamentei que o último assalto em Cold Harbor tenha sido feito. Eu poderia dizer o mesmo do assalto de 22 de maio de 1863 em Vicksburg. Em Cold Harbor, nenhum vantagem foi obtida para compensar as pesadas perdas que sofremos. De fato, as vantagens além das perdas relativas estavam do lado confederado. Antes disso, o Exército da Virgínia do Norte parecia ter adquirido um respeito saudável pela coragem, resistência e qualidades militares em geral do Exército do Potomac. Eles não queriam mais lutar "um confederado para cinco Yankees". De fato, pareciam ter desistido de qualquer ideia de obter vantagem sobre seu adversário em campo aberto. Eles passaram a preferir muito mais trincheiras à sua frente do que o Exército do Potomac. Esta carga pareceu reviver temporariamente suas esperanças; mas foi de curta duração. O efeito sobre o Exército do Potomac foi o oposto. Quando chegamos ao Rio James, no entanto, todos os efeitos da batalha de Cold Harbor pareciam ter desaparecido."
— Ulysses S. Grant, Memórias Pessoais
Por volta das 11 horas da manhã de 3 de junho, o general dos correios confederados, John Henninger Reagan, chegou com uma delegação de Richmond. Ele perguntou a Robert E. Lee: "General, se o inimigo romper sua linha, que reserva você tem?" Lee respondeu animadamente: "Nenhuma unidade, e essa tem sido minha condição desde que os combates começaram no rio Rappahannock. Se eu encurtar minhas linhas para fornecer uma reserva, ele me contornará; se eu enfraquecer minhas linhas para fornecer uma reserva, ele as romperá." Estudos entes, mostraram que Lee tinha reservas suficientes não engajadas. Seus comentários provavelmente foram para persuadir Richmond a enviar mais tropas.

### 4 a 12 de junho

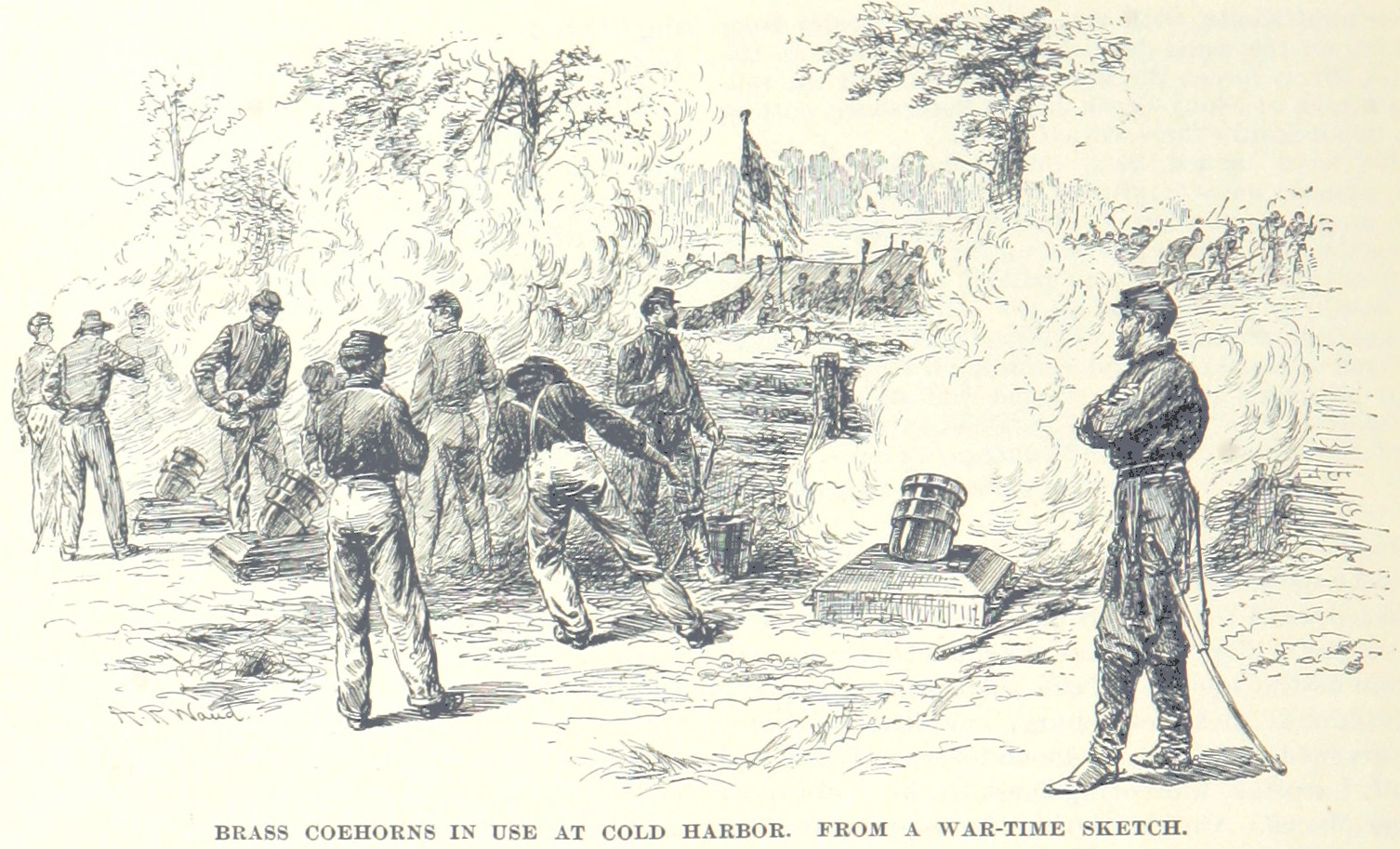
Morteiros Coehorn do Exército da União em ação, desenhados por Alfred Waud.

Grant e Meade não lançaram mais ataques contra as defesas confederadas em Cold Harbor. Os dois exércitos opostos enfrentaram-se durante nove dias de guerra de trincheiras, nalguns locais a apenas alguns metros de distância. Os atiradores de elite trabalharam continuamente, matando muitos. A artilharia da União bombardeou os Confederados com uma bateria de oito morteiros Coehorn; os Confederados responderam com uma bateria de obuses de 24 libras, lançando projéteis sobre as posições da União. Apesar de não ter havido mais ataques em grande escala, o número de baixas em toda a batalha foi duas vezes superior ao do assalto de 3 de junho.
As trincheiras eram quentes, poeirentas e miseráveis, mas as condições eram piores entre as linhas, onde milhares de soldados federais feridos sofriam horrivelmente sem comida, água ou assistência médica. Grant estava relutante em pedir uma trégua formal que lhe permitisse recuperar os seus feridos, porque isso seria um reconhecimento de que tinha perdido a batalha. De 5 a 7 de junho, ele e Lee trocaram notas através das linhas sem chegarem a um acordo e, quando Grant pediu formalmente uma cessação das hostilidades por duas horas, era demasiado tarde para a maioria dos infelizes feridos, que eram agora cadáveres inchados. Grant foi amplamente criticado na imprensa nortista por este lapso de julgamento.

"Todos os cadáveres que vi eram negros como carvão. Não era possível removê-los. Foram enterrados onde caíram. ... Não vi nenhum homem vivo deitado neste chão. Os feridos devem ter sofrido horrivelmente antes de a morte os aliviar, ficando ali expostos ao sol escaldante do sul durante o dia e sendo comidos vivos por escaravelhos durante a noite."

Oficial de artilharia da União, Frank Wilkeson.
Em 4 de junho, Grant reforçou suas linhas movendo o corpo de Burnside para trás do Matadequin Creek como reserva e reposicionando Warren para a esquerda, ligando-se a Smith e encurtando suas linhas em cerca de 4,8 quilômetros. No dia 6 de junho, Early explorou a nova posição de Burnside, porém não conseguiu avançar através dos pântanos intransponíveis. Grant percebeu que mais uma vez na campanha estava em um impasse com Lee e que ataques adicionais não eram a solução. Ele planejou três ações para obter algum progresso. Primeiro, no Vale do Shenandoah, o general David Hunter estava avançando contra as forças confederadas e Grant esperava que ao cortar os suprimentos de Lee, o general confederado fosse obrigado a enviar reforços para o Vale. Em segundo lugar, em 7 de junho, Grant enviou sua cavalaria sob o comando de Sheridan (as divisões dos generais David McM. Gregg e Wesley Merritt) para destruir a Ferrovia Central da Virgínia, perto de Charlottesville. Em terceiro lugar, ele planejou uma operação furtiva para se deslocar da frente de Lee e cruzar o rio James. Lee reagiu às duas primeiras ações conforme Grant esperava. Ele retirou a divisão de Breckinridge de Cold Harbor e a enviou para Lynchburg para defender Hunter.
No dia 12 de junho, seguiu-se a atribuição a Jubal Early do comando permanente do Segundo Corpo de Exército, enviando-o também para o Vale. Enviou duas das suas três divisões de cavalaria em perseguição de Sheridan, levando à Batalha de Trevilian Station. No entanto, apesar de prever que Grant poderia atravessar o James, Lee foi apanhado de surpresa quando isso aconteceu. A 12 de junho, o Exército do Potomac desmobilizou-se finalmente para marchar para sudeste, atravessar o James e ameaçar Petersburgo, um nó ferroviário crucial a sul de Richmond.

## Consequências
A Batalha de Cold Harbor foi a última vitória do exército de Lee durante a guerra (parte das suas forças venceu a Batalha da Cratera, no mês seguinte, durante o Cerco de Petersburgo, mas esta não representou um combate geral entre os exércitos) e a mais decisiva em termos de baixas. O Exército da União, ao tentar o ataque, perdeu entre 10.000 a 13.000 soldados ao longo de doze dias. A batalha elevou o número de baixas da União desde o início de maio para um total de mais de 52.000, em comparação com 33.000 para Lee. Embora o custo tenha sido elevado, o exército maior de Grant terminou a campanha com menos baixas relativas – ou seja, proporcionais – do que o de Lee e dos Confederados.
As estimativas das baixas em Cold Harbor variam. A tabela a seguir resume as estimativas de diversas fontes reconhecidas:
| Fonte                                | Exército da União | Exército da União | Exército da União       | Exército da União        | Exército dos Estados Confederados | Exército dos Estados Confederados | Exército dos Estados Confederados | Exército dos Estados Confederados |
| Fonte                                | Mortos            | Feridos           | Capturados/Desparecidos | Total                    | Mortos                            | Feridos                           | Capturados/Desparecidos           | Total                             |
| ------------------------------------ | ----------------- | ----------------- | ----------------------- | ------------------------ | --------------------------------- | --------------------------------- | --------------------------------- | --------------------------------- |
| Serviço Nacional de Parques          |                   |                   |                         | 13 000                   |                                   |                                   |                                   | 2 500                             |
| Kennedy, Civil War Battlefield Guide |                   |                   |                         | 13 000                   |                                   |                                   |                                   | 5 000                             |
| King, Overland Campaign Staff Ride   |                   |                   |                         | 12 738                   |                                   |                                   |                                   | 3 400                             |
| Bonekemper, Victor, Not a Butcher    | 1 844             | 9 077             | 1 816                   | 12 737                   | 83                                | 3 380                             | 1 132                             | 4 595                             |
| Eicher, Longest Night                |                   |                   |                         | 12 000                   |                                   |                                   |                                   | 'alguns milhares'                 |
| Rhea, Cold Harbor                    |                   |                   |                         | 3 500–4 000 (3 de junho) |                                   |                                   |                                   | 1 500                             |
| Trudeau, Bloody Roads South          | 12 475            | 12 475            | 2 456                   | 14 931                   | 3 765                             | 3 765                             | 1 082                             | 4 847                             |
| Young, Lee's Army                    |                   |                   |                         |                          | 788                               | 3 376                             | 1 123                             | 5 287                             |

Alguns pesquisadores (Catton, Esposito, Foote, McPherson, Grimsley) estimam as baixas do principal ataque em 3 de junho e concordam com aproximadamente 7.000 baixas totais do Exército da União, e 1 500 dos Confederados. Gordon Rhea, considerado o historiador contemporâneo preeminente da Campanha Overland de Grant, examinou detalhadamente as listas de baixas e publicou uma visão contrária em seu livro de 2002, Cold Harbor. Para o assalto da manhã em 3 de junho, ele só consegue contabilizar de 3 500 a 4 000 baixas entre mortos, feridos e desaparecidos da União, estimando que ao longo do dia a União sofreu cerca de 6 000 baixas, comparadas às 1 000 a 1 500 de Lee. Rhea observou que, embora tenha sido uma horrível perda, o ataque principal de Grant em 3 de junho foi superado pelas perdas diárias de Lee em Antietam, Chancellorsville e Pickett's Charge, e é comparável a Malvern Hill.

McPherson afirma: 
"Nesse ataque [Cold Harbor], ordenado pelo Tenente-General Ulysses S. Grant, cinquenta mil soldados da União sofreram sete mil baixas, a maioria delas em menos de meia hora. Por esse erro, que ele admitiu, Grant foi rotulado como 'carniceiro', descuidado com as vidas de seus homens, e Cold Harbor tornou-se um símbolo de futilidade teimosa. Em Gettysburg, os homens de Lee também sofreram quase sete mil baixas no assalto de Pickett-Pettigrew, a maioria delas também em meia hora. No entanto, este ataque é percebido como um exemplo de grande coragem e honra. Esse contraste fala volumes sobre as imagens comparativas de Grant e Lee, Norte e Sul, União e Confederação."
A batalha causou um aumento no sentimento antiguerra nos estados do Norte. Grant ficou conhecido como o "açougueiro desajeitado" por suas decisões ruins. Também diminuiu o moral de suas tropas restantes. No entanto, a campanha havia servido ao propósito de Grant — por mais mal aconselhado que tenha sido seu ataque em Cold Harbor, Lee havia perdido a iniciativa e foi obrigado a dedicar sua atenção à defesa de Richmond e Petersburg. Superou Grant em Petersburg, por pouco, mas passou o resto da guerra (exceto pela última semana) defendendo Richmond atrás de uma linha de trincheiras fortificadas. 
Embora os sulistas percebessem que sua situação era desesperadora, esperavam que a resistência obstinada (e sangrenta) de Lee tivesse repercussões políticas, fazendo com que Abraham Lincoln perdesse a eleição presidencial de 1864 para um candidato mais favorável à paz. Campanha de Atlanta em setembro frustrou essas esperanças, e o fim da Confederação era apenas uma questão de tempo.

### Taverna de Cold Harbor e Casa Garthright
Durante a batalha, a taberna de Burnett (que já não existe mais) foi utilizada como um hospital. Os soldados do Exército da União levaram todos os objetos de valor, exceto uma taça de cristal para compotas, que a Sra. Burnett salvou. A Casa Garthright foi também utilizada como hospital de campanha, cujo exterior se encontra atualmente preservado.

### Memórias e fontes primárias
- Atkinson, Charles Francis. ''Grant's Campaigns of 1864 and 1865: The Wilderness and Cold Harbor (May 3 – June 3, 1864)''. The Pall Mall military series. London: H. Rees, 1908. OCLC 2698769.
- Badeau, Adam. ''Military History of Ulysses S. Grant (Vol. III)''. New York: D. Appleton & Co., 1881.
- Grant, Ulysses S. ''Personal Memoirs of U. S. Grant''. 2 vols. Charles L. Webster & Company, 1885–86. ISBN 0-914427-67-9.
- Longstreet, James. ''From Manassas to Appomattox: Memoirs of the Civil War in America''. New York: Da Capo Press, 1992. ISBN 0-306-80464-6. (First published in 1896 by J. B. Lippincott and Co.)